# Radiación electromagnética y salud

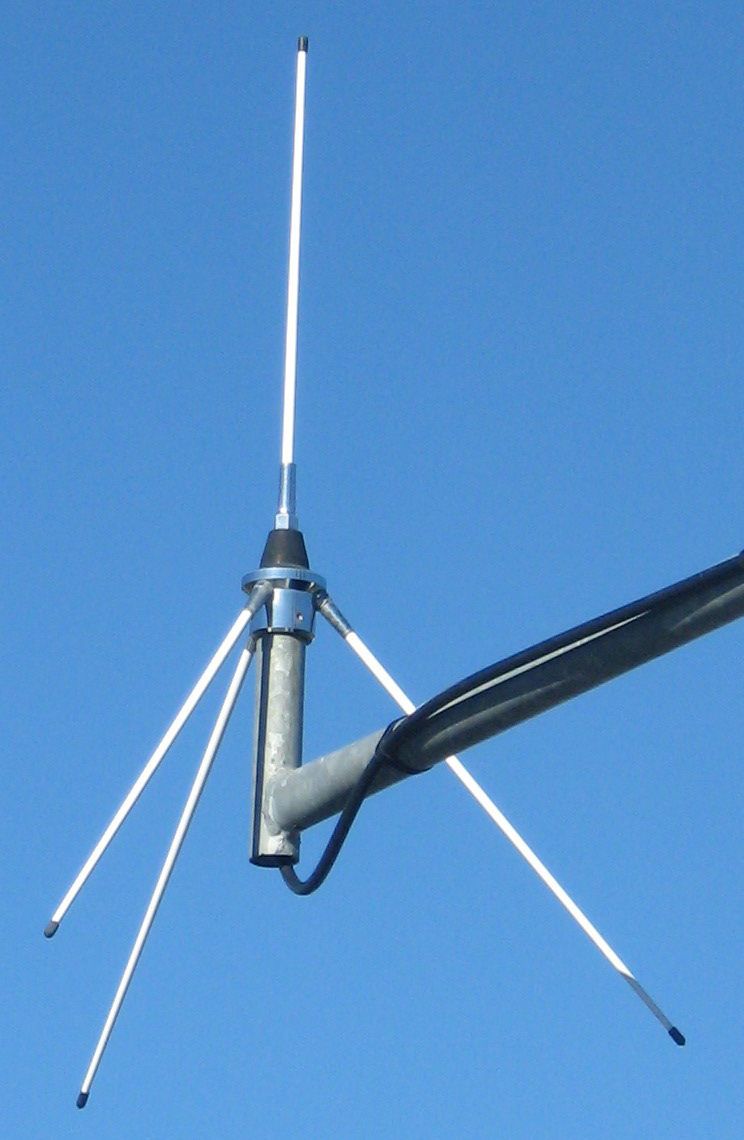
Antena eléctrica con forma de trípode

La radiación electromagnética se puede clasificar en radiación ionizante  y radiación no ionizante, en función de si es capaz de ionizar los átomos y la ruptura de enlaces químicos. Las frecuencias ultravioletas y más altas, como rayos X s, o rayos gamma  son ionizantes, y generan su propia clase de riesgos.
La radiación no ionizante, discutida aquí, es asociada con dos grandes riesgos mayores: eléctricos y biológicos. Además, la corriente eléctrica inducida causada por radiación puede generar chispas y provocar peligro de incendio o explosión..

## Tipos de peligros

### Riesgos eléctricos
Los campos eléctricos y magnéticos oscilantes en la radiación electromagnética pueden inducir una corriente eléctrica en cualquier conductor por el que pase. La radiación severa puede provocar corrientes capaces de ocasionarle una descarga eléctrica a personas o animales. También puede sobrecargar y destruir equipos eléctricos. La inducción de corriente por campos magnéticos oscilantes es también la forma en la que las tormentas solares interfieren con el funcionamiento de los sistemas eléctricos o electrónicos, causando daños o la explosión de los sistemas de distribución y los transformadores o apagones (como en 1989), e interfiriendo con las señales electromagnéticas  (e.g. radio, TV, señal telefónica).

### Riesgo de incendio
Radiación electromagnética de extremadamente alta potencia puede causar corrientes eléctricas de alta potencia incluso para crear chispas (arco eléctrico) cuando un voltaje inducido excede la tensión de ruptura en el medio circundante (v.g. aire). Estas chispas pueden provocar la ignición de materiales inflamables o gases, posiblemente conduciendo a una explosión.
Esto es un riesgo particular en las cercanías de explosivos o fuegos artificiales, ya que una sobrecarga eléctrica puede prenderlos. Este riesgo es comúnmente llamado HERO (Riesgos de radiación electromagnética de la artillería). El informe MIL-STD-464A ordena la evaluación de en un sistema del Ejército de los Estados Unidos, mientras el documento de la Marina OD 30393 provee principio de diseño y técnicas de control para los riesgos electromagnéticos de la artillería.
Por otra parte, los riesgos relacionados con el abastecimiento de combustible se conocen como HERF (del inglés: Hazards of Electromagnetic Radiation to Fuel ‘Riesgo EM de abastecimiento de combustible’). El documento NAVSEA OP 3565 Vol. 1 puede ser usado para evaluar HERF, el cual permite una densidad de potencia máxima de 0.09 W/m² para frecuencias inferiores a 225 MHz (p.e. 4'2 metros para un emisor de 40 W).

### Riesgos biológicos
El efecto biológico mejor comprendido de los campos electromagnéticos es que causa calentamiento dieléctrico. Por ejemplo, tocar o permanecer encima de una antena mientras un transmisor de alta potencia está en operación, puede producir severas quemaduras. Es el mismo efecto que se produce en el interior de un horno microondas.
Este efecto termogenerador varia con la potencia de la emisión y con la frecuencia de la energía electromagnética. Una medida de este efecto es la tasa de absorción específica o SAR, la cual tiene unidades de watts por kilogramo (W/kg). El IEEE y muchos gobiernos nacionales han establecido límites de seguridad para exposición a varias frecuencias de energía electromagnética basados en los manuales SAR, los cuales resguardan contra daño térmico. 
Hay publicaciones que apoyan efectos complejos biológicos de campos débiles no termales  electromagnéticos (vea Bioelectromagnetismo), incluyendo campos magnéticos ELF débiles. y campos RF modulados y de microondas Mecanismos fundamentales de la interacción entre el material biológico y los campos electromagnéticos a niveles no térmicos no están dilucidados completamente.

#### Fragmentación del ADN
Un estudio de 2009 llevado a cabo en la Universidad de Basilea en Suiza descubrió que la exposición intermitente (pero no continua) de células humanas a un campo electromagnético de 50 Hz con una densidad de flujo de 1 mT (o 10 G) inducía un ligero pero significativo incremento de la fragmentación del ADN en el ensayo electroforesis en gel de célula individual. No obstante ese nivel de exposición ya está encima de los actuales límites de seguridad establecidos de exposición.

## Posiciones de los gobiernos y los organismos científicos

### Organización Mundial de la Salud
La Nota descriptiva n. 322 sobre Campos electromagnéticos y salud pública publicada por la OMS en junio del 2007 aclara:
«El grupo de trabajo concluyó que no existen problemas de salud relacionados con el aspecto de los campos eléctricos ELF en los niveles a los que está sometido generalmente el público en su vida diaria, además, la evidencia acerca de los campos magnéticos relacionados con la leucemia infantil no es tan fuerte como para considerarla una causa....  Un número de otros posibles efectos adversos de salud por posible asociación a exposición a campos magnéticos. Estos incluyen otros cánceres infantiles, cánceres en adultos, depresión, suicidio, desórdenes cardiovasculares, disfunción reproductiva, desórdenes de desarrollo, modificaciones inmunológicas, efectos de neurocomportamiento y enfermedades neurodegenerativas. El grupo de trabajo OMS concluyó que existe evidencia científica entre exposición a campos magnéticos ELF y todos estos efectos eran menores que la leucemia infantil. En algunos casos (i.e. enfermedad cardiovascular o cáncer de mama) la evidencia indica que los campos no los provocan.»

### Salud en Canadá
Salud Canada (Health Canada en inglés o Santé Canada en francés), el organismo del gobierno responsable por la salud pública nacional, emite la declaración siguiente desde 2016:

no considera que se necesiten medidas de precaución con respecto a las exposiciones diarias a campos eléctricos y electromagnéticos a frecuencias extremadamente bajas. No hay evidencia concluyente de ningún daño causado por los niveles de exposición en el que que se encuentren en hogares y escuelas canadienses, incluidos aquellos ubicados fuera de los límites de los corredores de líneas eléctricas
Departamento de Salud de Canadá

### Definición de los militares de Estados Unidos
En el Estándar Federal 1037C, el  Gobierno de los Estados Unidos adopta la siguiente definición:

«Los riesgos de radiación electromagnética (RADHAZ o  EMR hazards por sus siglas en inglés):  Peligros causados por una instalación de transmisor/antena que genera radiación electromagnética en la cercanía de artillería, personal, o operaciones de abastecimiento de combustible en exceso de los niveles establecidos de seguridad o aumentos de los niveles existentes a niveles peligrosos; o personal, combustible, o instalaciones de artillería localizadas en un área iluminada por radiación electromagnética a un nivel que es peligroso para las operaciones o la ocupación humana. Estos riesgos existen cuando un  campo de suficiente  intensidad es generado para: (a) inducir corrientes o de otra manera pareja y / o tensiones de grandes magnitudes suficientes para iniciar  dispositivos electroexplosivos u otros componentes sensibles explosivos de sistemas de armas, municiones o explosivos; (b) tener efectos perjudiciales o lesivos sobre la fauna y los seres humanos; (c) generan chispas con una magnitud suficiente para encender mezclas inflamables de  materiales que deben ser manejados en la zona afectada.»
Diccionario de Términos Militares y Asociados del Departamento de Defensa de los Estados Unidos

### Mitigación
Una de las soluciones a la radiación de las líneas de alta tensión aéreas es colocarlas bajo tierra. La tierra y su medio encierra a los cables evitan que el campo eléctrico irradie mucho más allá de las líneas de energía, y reducen considerablemente la intensidad de campo magnético que irradia de las líneas de energía, a la zona circundante. Pero el costo de enterrar y mantener los cables en nivel de voltajes de transmisión es varias veces superior al de las líneas de alta tensión

### Leucemia y cáncer

#### Sugerencia de enlace no significativo
En 1997 el Instituto Nacional del Cáncer de Estados Unidos (del inglés: National Cancer Institute ‘Instituto Nacional del Cáncer’) (NCI)entregó un reporte publicado en el New England Journal of Medicine con los resultados de una investigación epidemiológica de 7 años de duración llevada a cabo sobre 638 niños con leucemia linfoblástica aguda (ALL por sus siglas en inglés). Los 620 controles practicados llegaron a la conclusión de que existía «escasa evidencia que apuntara a riesgos en niños que vivían en casas con altos niveles de campos magnéticos medidos en el tiempo por los altos niveles medidos promedio ponderado en el tiempo del campo magnético o por la categoría más alta de código de línea de aumentar el riesgo de ALL en niños». Tras la publicación del informe, el Departamento de Energía de EE. UU. disolvió la Investigación CEM y el Programa de Difusión de Información Pública (RAPID), diciendo que sus servicios ya no eran necesarios.	
En el 2005, el gobierno de Canadá emitió un informe que decía lo siguiente:	

«El resultado de un análisis combinado llevado a cabo recientemente de varios estudios epidemiológicos muestran un aumento de dos veces en el riesgo de leucemia en los niños que viven en hogares, donde los niveles promedio del campo magnético son mayores de 0,4 microteslas (4 miligauss). [Sin embargo] es la opinión de [este] comité que la evidencia epidemiológica hasta la fecha no es lo suficientemente fuerte como para justificar una conclusión de que los CEM en los hogares canadienses, independientemente de la ubicación de las líneas eléctricas, causen leucemia en los niños.»
Informe del Gobierno de Canadá

La OMS emitió una hoja informativa, la N.º 322, en junio de 2007, basado en los hallazgos de un grupo de trabajo de la OMS (2007), el IARC (2002) y el ICNIRP (2003), los cuales revisaban las conductas de investigación desde las publicaciones más tempranas.	

«[...] que no hay cuestiones de fondo relacionadas con la salud en los campos eléctricos ELF que se enfrentan los miembros del público a nivel general». Para campos magnéticos de ELF, la hoja informativa dice: «La evidencia relacionada con la leucemia infantil no es lo suficientemente fuerte como para ser considerada causal, y "  [Sobre]  otros tipos de cáncer infantil, cáncer en adultos, ... El Grupo de Tareas Especiales de la OMS concluyó que la evidencia científica que apoya una asociación entre la exposición a campos magnéticos de FEB y todos estos efectos en la salud es mucho más débil que el de la leucemia infantil. En algunos casos (por ejemplo, para el cáncer de pecho ...) la evidencia sugiere que estos campos no los causan.»
OMS, Hoja informativa, la No. 322

Según el doctor Lakshmikumar del Laboratorio Nacional de Física, India, una causalidad directa, entre la radiación RF y el cáncer (como la leucemia) requeriría estar "dispuesta a ignorar la ley de Planck ... y todo el cuerpo de la física cuántica."

#### Sugiere enlace significativo
En 2001, Ahlbom et al. realizaron una revisión en los CEM y salud, y encontró que había una duplicación de la leucemia infantil para los campos magnéticos de más de 0,4 T, pero dijo que "Esto es difícil de interpretar en ausencia de un mecanismo conocido o soporte experimental reproducible". En 2002, un estudio realizado por Michelozzi et al. encontraron una relación entre la leucemia y la proximidad a la estación de transmisores de Radio Vaticano. En 2005 Draper et al. encontró un aumento del 70% de la leucemia infantil para los que viven dentro de 200m de una línea de transmisión, y un aumento del 23% para los que viven entre 200 a 600 m . Ambos resultados fueron estadísticamente significativos. Los autores consideran que es poco probable que el aumento de 200 m y 600 m está relacionada con los campos magnéticos, ya que están muy por debajo de 0,4 T a esta distancia. La Universidad de Bristol (Reino Unido) ha publicado trabajos sobre una teoría que podría explicar este aumento, y también brindaría un mecanismo potencial, siendo que los campos eléctricos alrededor de las líneas eléctricas atraen aerosoles contaminantes.

#### Otros hallazgos
La nota informativa N º 263  de la Organización Mundial de la Salud emitida en octubre de 2001, relativa a ELF (frecuencia extremadamente baja) los CEM y el cáncer informa que eran "posiblemente" carcinógenos, basado principalmente en la evaluación IARC similar con respecto a la leucemia infantil. También dice que son "insuficientes" los datos para sacar conclusiones sobre otros tipos de cáncer.	
En 2007, la Agencia de Protección de la Salud  del Reino Unido presentó un documento que muestra que el 43% de los hogares presenta campos magnéticos de más de 0,4 T asociados con los circuitos de superficie o subterránea de 132 kV y superiores.

#### Reporte del Reino Unido SAGE
El Departamento de Salud del Reino Unido creó el Grupo consultivo de partes interesadas CEM de FEB (SAGE) para explorar las implicaciones y hacer recomendaciones para un enfoque de precaución a la frecuencia de energía eléctrica y los campos magnéticos en perspectiva de las pruebas de un vínculo entre campos electromagnéticos y la leucemia infantil. La primera evaluación intermedia del presente grupo fue entregado en abril de 2007, y encontró que la relación entre la proximidad de líneas eléctricas y la leucemia infantil era suficiente para justificar una recomendación de cautela, incluida la opción de establecer nuevas líneas eléctricas subterráneas cuando sea posible y para evitar la construcción de nuevos edificios residenciales ubicados a menos de 60 metros de las líneas eléctricas existentes. La última de estas opciones no fue una recomendación oficialmente al gobierno como el análisis coste-beneficio basado en el aumento del riesgo de leucemia infantil; solo se consideró insuficiente para justificarla. La opción se consideró necesario para su inclusión como, en caso de ser real, la asociación más débil con otros efectos en la salud por lo que valía la pena aplicar.

## Transmisión de energía eléctrica
La preponderancia de evidencia sugiere que el bajo consumo de energía de baja frecuencia, la radiación electromagnética asociada con  corriente no constituye un peligro para la salud a corto o largo plazo, y mientras algunos de los mecanismos biofísicos para la promoción del cáncer se han propuesto (por ejemplo, los campos eléctricos alrededor de las líneas de alimentación atraen aerosoles contaminantes., ninguno ha substanciado. Sin embargo, algunas investigaciones han implicado la exposición en una serie de efectos adversos para la salud. Estos incluyen, pero no se limitan a,  leucemia infantil, leucemia adulta, enfermedades neurodegenerativas (como esclerosis lateral amiotrófica), Aborto espontáneo, y depresión clínica.

## Teléfonos móviles y radiación
Acerca de Teléfonos móviles y radiación la preocupación por el tema ha aumentado especialmente a raíz del enorme incremento en el uso de telefonía inalámbrica móvil  en todo el mundo existiendo más de dos mil millones de usuarios en la actualidad). Los teléfonos móviles usan radiación electromagnética en el rango de microondas, y algunos creen que puede ser dañino a la salud. Eso ha conducido a una gran cantidad de investigaciones (epidemiológicas y experimentales, tanto en no-humanos y en humanos). La preocupación acerca de los efectos en la salud ha aumentado sobre todo en lo que respecta a sistemas digitales inalámbricos, como las redes de datos inalámbricos.
La Organización Mundial de la Salud, basada en un punto de vista consensuado entre las comunidades científica y médica, afirma que los efectos de salud ( por ejemplo, cánceres) no parecen estar causados por los teléfonos celulares o sus estaciones bases, y espera hacer recomendaciones acerca de teléfonos móviles entre el tercer trimestre de 2010 y el primer trimestre de 2011.
Por otro lado, a pesar de no haber evidencia científica sobre la posible relación entre las radiaciones electromagnéticas del rango de las microondas (redes móviles y redes domésticas wifi de datos) y el cáncer, aunque sí se ha comprobado que la exposición continua y prolongada a estas radiaciones no ionizantes provocan en algunos individuos con especial sensibilidad efectos en su organismo como dolores de cabeza, nerviosismo, alteraciones del sueño (mayor dificultad para conciliarlo) e incluso mareos, dependiendo de la intensidad y el tiempo a la que se vean sometidos. Estas alteraciones pueden ser más frecuentes en individuos con menor masa corporal, como son los niños de corta edad, ya que la radiación electromagnética del rango de las microondas afecta en mayor medida a sus organismos por tener menor masa corporal del mismo modo que un filete de 100 gramos necesita menos tiempo de cocción en un microondas que un filete de 500 kg.